# إدغار ك. ويلسون
إدغار ك. ويلسون (بالإنجليزية: Edgar C. Wilson)‏ هو محامي وسياسي أمريكي، ولد في 18 أكتوبر 1800 في مورغانتاون في الولايات المتحدة، وتوفي في 24 أبريل 1860. انتخب عضو مجلس نواب الولايات المتحدة عن ولاية فرجينيا وانتخب عضو مجلس النواب الأمريكي.